# Aleksandr Belostenny
Aleksandr Mikhaïlovitch Belostenny du russe : Александр Михайлович Белостенный, en ukrainien : Олександр Михайлович Білостінний Oleksandr Mykhaïlovytch Bilostinny, né le 24 février 1959 à Odessa, en Ukraine, en URSS et décédé le 25 mai 2010 à Trèves, en Allemagne, était un joueur soviétique de basket-ball.

## Carrière
Alexandr Belostenny est membre de la sélection soviétique de 1977 à 1992. Il remporte trois médailles d'or lors du championnat d'Europe 1979, 1981 et 1985, ainsi qu'une médaille d'argent en championnat d'Europe 1977 et deux médailles de bronze en championnat d'Europe 1983 et championnat d'Europe 1989.
Il devient champion olympique en 1988 et obtient une médaille de bronze aux Jeux olympiques 1980. Il est l'un des joueurs les plus médaillés au championnat du monde avec quatre médailles, une en or (1982) et trois en argent (1978, 1986, 1990). Belostenny passe l'essentiel de sa carrière au BK Boudivelnik, remportant son seul titre de champion d'URSS en 1989. Il termine sa carrière en Allemagne dans le club du TBB Trier.
Alexander Belostenny décède le 25 mai 2010 d'un cancer du poumon.